# José Alzuet
José Alzuet Aibar (Sádaba, Zaragoza, 19 de marzo de 1928-Pamplona, 12 de marzo de 2019) fue un pintor y ceramista español.

## Biografía
Hijo de Raimundo y Natividad, dueños de la panadería Alzuet, en Sádaba, donde José trabajó ayudando a sus padres. En 1945 comenzó estudios de pintura en Zaragoza. Allí conoció al crítico Emilio Hostalé Tudela, al director de Radio Zaragoza, Ángel Bayo, y a José Gaya, director del museo de Bellas Artes de Zaragoza. Todos ellos le animaron a que se preparase para ingresar en la Escuela Superior de Bellas Artes de San Fernando, en Madrid.
Y ese mismo año se desplazó a Madrid para realizar la carrera de profesor de Dibujo, como alumno libre en la Escuela Superior de Bellas Artes de San Fernando. Entre 1945 y 1947 compatibilizó dichos estudios con los de Grabado, que hacía por las tardes en la Escuela Nacional de Artes Gráficas, donde obtuvo el primer y segundo premio de grabado. En 1948 consiguió por oposición la beca de pintura Francisco Pradilla, otorgada por la Diputación de Zaragoza.
Entre 1950 y 1953 realizó varios murales y retratos. Al año siguiente viajó a Roma para perfeccionar su pintura. Entre 1955 y 1986 continuó con su labor creativa, a la vez que daba clases de Artes Plásticas como profesor de dibujo en el colegio Gaztelueta (Lejona, Vizcaya), donde experimentó nuevos sistemas pedagógicos. Viajó a París en 1956. En el mes en que permaneció allí entró en contacto con movimientos renovadores de la enseñanza del arte plástico. Visitó la Academie le Jeudi, donde algunos niños aprovechaban la tarde libre del jueves para pintar.
También continuó con su labor docente en la Real Academia de Bellas Artes de San Fernando, que en 1975 pasó a formar parte de la Universidad Complutense de Madrid. Fruto de su labor docente surgieron destacados artistas vascos que aprendieron a pintar de la mano de Alzuet: Adolfo Ramírez-Escudero, Alfonso Gortázar, Alberto Sellán y Juan Ramón Gancedo.

## Obra artística
Pinta, entre otros, paisajes y pinturas murales, entre los que destacan:
- Las estaciones de cerámica del Vía Crucis y los Misterios del Rosario en el Santuario mariano de Torreciudad (Huesca),[8][9] además de las imágenes de Nuestra Señora de Guadalupe, El Pilar y Loreto situadas en las capillas de confesionarios.[1]
- La Aparición de la Santísima Virgen María en la Columna (del Pilar) en la capilla del Colegio Mayor Miraflores (Zaragoza).
- Colecciones de pinturas adquiridas por el Grupo Cantoblanco. Hospedería de Sádaba (Zaragoza).[10]

## Premios
- Segundo premio de Grabado. Escuela de Bellas Artes de San Fernando. Madrid, curso 1945-46.[11]
- Primer premio de Grabado. Escuela de Bellas Artes de San Fernando. Madrid, curso 1946-47.[11]
- Medalla de Oro en Pintura en la exposición concurso en memoria de José Luján, maestro de Goya. Madrid, 1947.
- Diploma de Honor en Grabado al Aguafuerte en la III Exposición Provincial de Arte y Artesanía. Ayuntamiento de Tarazona (Zaragoza), 1948.
- Medalla de Oro en Grabado al aguafuerte, en la VIII edición de la exposición del Salón de Artistas Aragoneses. Ayuntamiento de Zaragoza, 1950. La obra premiada reproduce la esbelta torre de Sádaba.